# Istiophorus albicans
Il pesce vela (Istiophorus albicans (Latreille, 1804)), conosciuto anche come pesce vela atlantico, è un pesce di mare appartenente alla famiglia Istiophoridae.

## Distribuzione e habitat
È una specie migratrice che proviene dall'oceano Atlantico tropicale, catturato anche nel mar Mediterraneo, soprattutto esemplari giovanili.

## Descrizione
Somiglia molto a Istiophorus platypterus, di cui è considerato talvolta sinonimo. Il corpo è allungato, la mascella superiore forma un rostro. La pinna dorsale è molto alta. Vive fino a 4 anni; la lunghezza massima è di 315 cm, anche se di solito non supera i 240. In passato si riteneva potesse raggiungere i 111 km/h, aggiudicandosi il primato dell'animale marino più veloce della terra; ma recenti stime ridimensionano fortemente questo dato a circa 36 km/h.

## Biologia

### Alimentazione
È carnivoro e si nutre sia di pesci più piccoli che di molluschi cefalopodi (come Argonauta argo), gasteropodi e crostacei copepodi.

### Riproduzione
È oviparo e non ci sono cure verso le uova, fino a 4,8 milioni. La fecondazione è esterna.

### Parassiti
Può presentare dei copepodi parassiti, Gloiopotes ornatus e Gloiopotes americanus.